# Divisió de Patna
La divisió de Patna és una entitat administrativa de Bihar amb capital a Patna. Actualment està formada pels següents districtes:
- Districte de Patna
- Districte de Nalanda o Biharsharif
- Districte de Bhojpur o Arrah
- Districte de Rohtas o Sasaram
- Districte de Buxar
- Districte de Kaimur o Bhabhua

## Història
Sota domini britànic la divisió estava sota un comissionat amb residència a Bankipore i la formaven set districtes:
- Districte de Patna
- Districte de Gaya
- Districte de Shahabad
- Districte de Saran
- Districte de Champaran
- Districte de Muzaffarpur
- Districte de Darbhanga

La població era:
- 1872: 13.118.917
- 1881: 15.061.493
- 1891: 15.811.604
- 1901: 15.514.987

El 1901 els hindús eren el 88,4% i els musulmans l'11,5%. A la divisió hi havia 35 ciutats i 34.169 pobles; la principal ciutat era Patna (134.785 habitants el 1901) seguida de Gaya (71.288), Darbhanga, (66.244), Arrah (46.170), Chapra (45.901), Muzaffarpur (45.617), Bihar (ciutat) (45.063), Dinapore (33.699 amb el cantonment), Bettiah (24.696), Sasaram (23.644) i Hajipur (21.398).
Quatre pilars marquen la ruta d'Asoka per Muzaffarpur i Champaran en el seu camí cap al Nepal; el de Lauriya Nandangarh està en perfecte estat; un altre és a Basarh (probable capital de l'antic regne de Vaisali). Buxar fou teatre de la derrota el 1764 de Mir Kasim de Bengala davant els britànics. El 1857 hi va haver revoltes a Dinapore i Shahabad; Arrah fou defensada de manera brillant; Gaya fou atacada diverses vegades. A Sagauli les tropes del major Holmes foren massacrades.